# Assassin (romance de Cain)
Assassin é o terceiro romance da série Samuel Carver do escritor de suspense inglês Tom Cain, lançado em 2 de julho de 2009 pela Bantam Press.

## Trama
Este romance se passa doze anos após o romance anterior de Samuel Carver, The Survivor, com Carver tendo passado os anos seguintes como consultor de segurança. O enredo do romance é centrado em um assassino imitador que tenta implicar Carver no assassinato do primeiro presidente negro dos Estados Unidos.

## Recepção
O livro foi bem recebido, com os críticos elogiando sua ação rápida e enredo complexo.
Sarah Broadhurst, do Love Reading, afirmou que acha que Cain "chega muito perto" de atingir o padrão de escrita de suspense alcançado por Lee Child em sua série Jack Reacher (uma influência fundamental em Cain); e afirma que o romance é "coisa fantástica. Altamente recomendado". Este elogio foi ecoado por Roddy Brooks, escrevendo para o Coventry Telegraph, que considerou o final "nervoso" e o romance como um todo um "thriller rápido"; ele afirmou que "Cain é um mestre do gênero".
Jeremy Jehu, do Daily Telegraph, foi mais crítico. Referindo-se ao salto de doze anos na história do personagem, ele afirmou que "a solução [de Cain] nesta terceira aventura de Carver é um ato de ousadia escandalosa ou descaramento absoluto"; no entanto, ele afirma que "Cain ainda conta uma história contundente, mas os fãs podem muito bem se sentir enganados - embora seja uma emocionante".